# Municipio de West Finley (Pensilvania)
El municipio de West Finley (en inglés: West Finley Township) es un municipio ubicado en el condado de Washington en el estado estadounidense de Pensilvania. En el año 2000 tenía una población de 951 habitantes y una densidad poblacional de 9 personas por km².

## Geografía
El municipio de West Finley se encuentra ubicado en las coordenadas 40°01′23″N 80°27′49″O / 40.02306, -80.46361.

## Demografía
Según la Oficina del Censo en 2000 los ingresos medios por hogar en la localidad eran de $38,333 y los ingresos medios por familia eran $41,204. Los hombres tenían unos ingresos medios de $32,262 frente a los $19,722 para las mujeres. La renta per cápita para la localidad era de $14,888. Alrededor del 12,3% de la población estaban por debajo del umbral de pobreza.